# Arthur Haulot
Arthur Haulot (Angleur (Luik), 15 november 1913 - 24 mei 2005) was een Belgisch verzetsstrijder en journalist. 

## Familie
Arthur Haulot was de zoon van Emile Haulot en Jeanne Ranay. Hij trouwde in 1968 in Californië met Micheline Iwszyc (Elsene 1933). 

## Verzet en gevangenschap

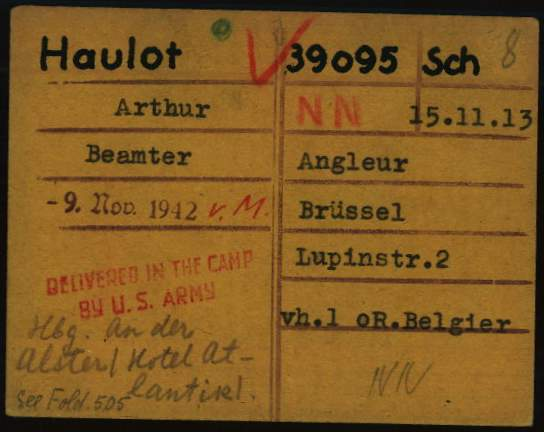
Registratiekaart van Arthur Haulot als gevangene in nazi-concentratiekamp Dachau

Voor de oorlog was hij journalist. Kort na het begin van de Duitse bezetting trad Haulot toe tot het verzet. 
Na zijn arrestatie in 1941 werd hij naar Duitsland gevoerd in de concentratiekampen van Mauthausen  en Dachau. 
In de laatste dagen voor de bevrijding van Dachau nam een internationaal comité van gevangenen de leiding over het kamp op zich. Haulot behoorde tot dit comité dat onder de leiding stond van de Belg Albert Guérisse.

## Toerisme
In 1946 werd Haulot Belgisch commissaris-generaal voor toerisme, een functie die hij zou uitoefenen tot in 1978. Hij was de laatste die de Belgische Dienst voor Toerisme leidde. Na hem behoorde toerisme tot de bevoegdheid van de Vlaamse, Brusselse en Waalse gewesten.
Haulot was achtereenvolgens: 
- secretaris-generaal van het Internationaal Bureau voor Sociaal Toerisme;
- voorzitter van de Wereldfederatie voor Toerisme;
- voorzitter van de internationale unie van officiële diensten voor toerisme.

Hij was ook actief lid van de Internationale Raad voor monumenten en landschappen (ICOMOS) en stond aan de basis van het 'Charter voor het Cultureel Toerisme'. Dit charter legde onder meer de principes vast van wat een 'redelijke toegankelijkheid' van het beschermde erfgoed kon zijn.
Op rijpe leeftijd behaalde hij aan de universiteit van Bordeaux een doctoraat op basis van zijn thesis gewijd aan problemen van het toerisme. 

## Dichter
Haulot was een dichter. Hij was vooral zeer actief in het organiseren van activiteiten van en voor dichters. Te vermelden zijn:
- de weekends van de Poëzie die hij in het Casino van Knokke-Heist gedurende vele jaren organiseerde;
- het Journal des poètes, waarvan hij de directeur was;
- de Maison internationale de la Poésie, waarvan hij de voorzitter was.

Hij ontving de SABAMprijs voor poëzie en de Prijs van de provincie Luik.

## Onderscheidingen
Haulot was eredoctor van de universiteiten van Brussel (ULB) en van Oradea (Roemenië).
Hij werd postuum vereerd met een persoonlijke verheffing in de adelstand, met de titel van baron.
Hij was verder houder van talrijke eretekens, onder meer:
- Grootkruis in de Kroonorde
- Grootofficier in de Leopoldsorde
- Commandeur in de Orde van Leopold II